# Сент-Китс и Невис на летних Олимпийских играх 2004
Сент-Китс и Невис принимали участие в Летних Олимпийских играх 2004 года в Афинах (Греция) в третий раз за свою историю, но не завоевали ни одной медали. Сборную страны представляли 2 участника — мужчина и женщина.